# Fjeldeventyret
Fjeldeventyret är en norsk svartvit stumfilm (drama) från 1927. Filmen regisserades av Leif Sinding och i de ledande rollerna ses Ulf Selmer, Josef Sjøgren och Henny Geermann.

## Handling
Mons Østmoe vill göra karriär så att han kan bli länsman och gifta sig med den nuvarande länsmannens dotter Marie. Av misstag råkar Mons arrestera tre oskyldiga studenter i tron att de är eftersökta rövare. En av de arresterade, Albek, visar sig vara Maries hemliga förlovade och för att undgå skandal låter länsmannen Albek få gifta sig med dottern. Mons får i stället gifta sig med länsmannens systerdotter. På så vis kommer länsmannayrket att stanna inom släkten, tänker länsmannen. Om nu Mons kommer att bli länsman?

## Rollista
- Ulf Selmer –  Østmoe, länsmannen
- Josef Sjøgren –  Mons Østmoe, under-länsman
- Henny Geermann –  Marie Østmoe, länsmannens dotter
- Anna-Brita Ryding – Ragnhild, länsmannens syskonbarn
- Haakon Hjelde –  Wilhelm, student
- Per Kvist –  Ole Finberg, student
- Henry Gleditsch –  Hansen, student
- Ellen Sinding –  Aagot
- David Knudsen –  domaren
- Sæbjørn Buttedahl –  Jon
- Arthur Barking –  Ole Sørbraaten
- Jakob Amundsen –  Mads

## Om filmen
Fjeldeventyret var Leif Sindings tredje filmregi efter Himmeluret (1925) och Vägarnas kung (1926). Filmen bygger på Waldemar Thranes sångspel med samma namn från 1824 som omarbetades till filmmanus av Sinding. Den producerades av bolaget Svalefilm, fotades av Oscar Norberg och klipptes av Sinding. Den hade premiär i Norge den 31 januari 1927.